# Oligolophus
Oligolophus is een geslacht van hooiwagens uit de familie Phalangiidae (Echte hooiwagens).
De wetenschappelijke naam Oligolophus is voor het eerst geldig gepubliceerd door C.L. Koch in 1871. 

## Soorten
Oligolophus omvat de volgende 4 soorten:
- Oligolophus hansenii
- Oligolophus mollis
- Oligolophus tienmushanensis
- Oligolophus tridens